# Anja Schneider (Politikerin)
Anja Schneider (* 1968 in Dessau) ist eine deutsche Pflege- und Hospizmanagerin sowie Politikerin (CDU) und Abgeordnete im Landtag von Sachsen-Anhalt.

## Leben
Anja Schneider durchlief zunächst eine Ausbildung zur Krankenschwester. Nach der Wende in der DDR zog sie ins Ruhrgebiet und absolvierte dort eine weitere Ausbildung zur Bankkauffrau. Später nahm sie ein Studium des Pflegemangements auf, das sie 2001 in Köln mit dem Diplom abschloss. In den 2000er-Jahren kehrte sie mit ihrer Familie nach Dessau zurück und ist im Pflege- und Hospizmangement tätig. Sie absolvierte zusätzlich eine Ausbildung zur zertifizierten Ethikberaterin im Gesundheitswesen. Mit einer Arbeit über die Umsetzung der Spezialisierten ambulanten Palliativversorgung (SAPV) in Sachsen-Anhalt Ost wurde sie 2012 an der Philosophisch-Theologischen Hochschule Vallendar bei Helen Kohlen zur Dr. rer. cur. promoviert.
Schneider gehört dem Vorstand des Deutschen Hospiz- und Palliativverbandes an.

## Partei und Politik
Schneider trat 2020 in die CDU ein. Bei der Landtagswahl in Sachsen-Anhalt 2021 erhielt sie ein Direktmandat im Wahlkreis Dessau-Roßlau.

## Ehrungen
- 2016: Bundesverdienstkreuz am Bande[3]